# Kaukasus
Der Kaukasus (von altgriechisch Καύκασος Kaukasos, lateinisch Caucasus; russisch Кавказ Kawkas, georgisch კავკასიონი K'avk'asioni, armenisch Կովկաս Kowkas, aserbaidschanisch Qafqaz [von persisch قفقاز, DMG Qafqāz], türkisch Kafkas) ist ein etwa 1100 Kilometer langes, von Westnordwest nach Ostsüdost verlaufendes Hochgebirge in Eurasien zwischen Schwarzem und Kaspischem Meer. Es ist Teil des Alpidischen Gebirgssystems und unterteilt sich in die drei Gebirgsketten Großer Kaukasus, Kleiner Kaukasus und Talysch-Gebirge. Der Kaukasus ragt bis zu einer Höhe von 5642 Metern über dem Meeresspiegel auf und hat eine mittlere Höhe von 602 Metern. Er befindet sich auf den Territorien Russlands, Georgiens, Armeniens, Aserbaidschans und der Türkei. Im Jahr 2000 lebten etwa 30,6 Millionen Menschen in diesem Gebirge und seiner näheren Umgebung. Die Region des Kaukasus war schon im Altertum eine wichtige Drehscheibe für den Handel.

## Lage und Geographie

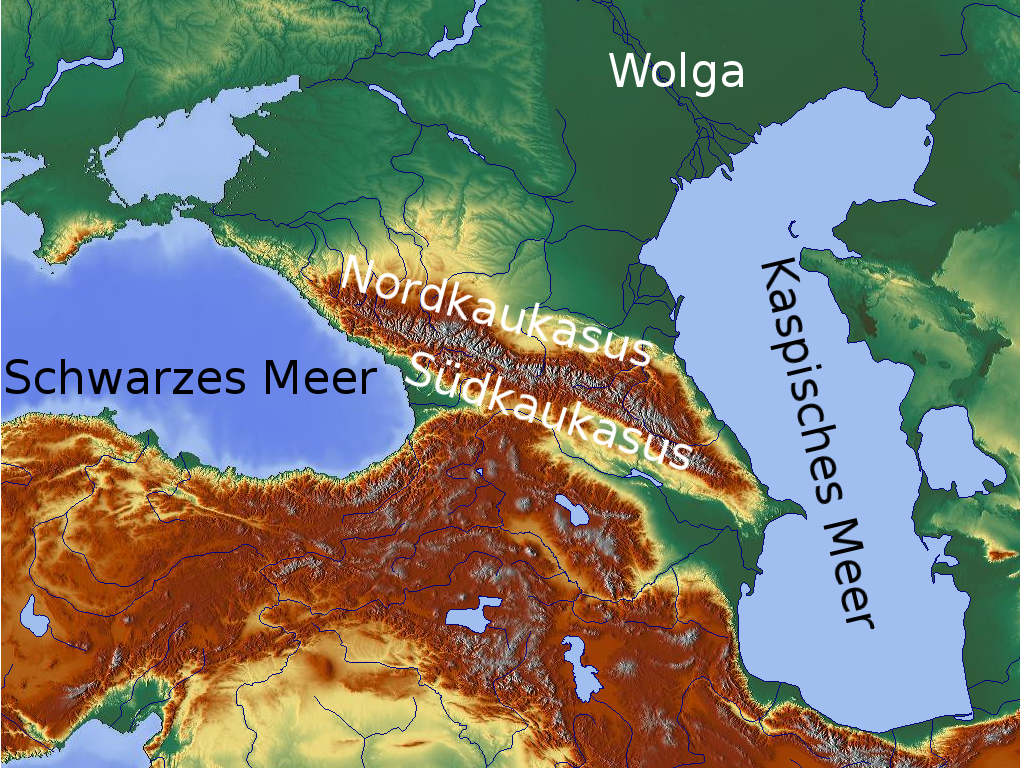
Nord- und Südkaukasus

Der Kaukasus gliedert sich in die Ebenen des Nordkaukasus, den Großen Kaukasus, die Transkaukasische Senke, den Kleinen Kaukasus und das Talysch-Gebirge. Die Entwässerung ist vorwiegend radial. Längstäler sind im Kaukasus selten. Eine der wenigen Ausnahmen stellt das Hochtal von Swanetien dar.
Der Große Kaukasus ist über 1100 Kilometer lang, bis 180 Kilometer breit und vielfach gegliedert. Ganz im Norden liegt die Kette der bewaldeten Schwarzen Berge (um 600 m). Südlich davon folgt der Weidekamm (1200 m bis 1500 m), dann der Felsenkamm (bis 3629 m). Südlich dieser Ketten unterteilt sich das Gebirge in vier Abschnitte: den westlichen Schwarzmeerkaukasus, auch Pontischer Kaukasus genannt (600 m bis 1200 m), den vergletscherten Hochgebirgs-Kaukasus mit den höchsten Gipfeln Elbrus, Schchara und Kasbek (bis 5642 m), in der Mitte das Suramigebirge (bis 1926 m) und im Osten den Kaspischen Kaukasus (500 m bis 1000 m). Die Hauptkette wird nur durch einen einzigen ganzjährig befahrbaren Übergang, die Georgische Heerstraße in zwei Hälften geteilt. Die Taman-Halbinsel und die Abşeron-Halbinsel bilden geologische Fortsetzungen von Haupt- oder Nebenketten, die dadurch noch ins Meer hineinragen. Mit dem Krimgebirge und dem turkmenisch-chorasanischen Kopet-Dag liegt der Große Kaukasus auf einer Faltungszone der alpidischen Gebirgsbildung, an die er aber nicht geographisch grenzt, sondern durch unterseeische oder noch relativ flache Faltenkämme verbunden ist.
Rund 100 Kilometer südlich liegt der Kleine Kaukasus auf dem Territorium von Georgien, Armenien und Aserbaidschan. Der Kleine Kaukasus ist kein eigenständiges Gebirge, sondern ein Abschnitt der nordanatolisch-nordiranischen Kettengebirge mit Deckenbau und jungen Vulkanen. Im Südwesten ist er im georgisch-türkischen Grenzgebiet mit dem Pontischen Gebirge verbunden, im Südosten geht das Talysch-Gebirge auf dem Staatsgebiet des Iran in das Elburs-Gebirge über und im Süden schließt sich das Armenische Hochland an. Am Suramigebirge grenzt er unmittelbar an den Großen Kaukasus. Der höchste Berg des Kleinen Kaukasus ist der Aragaz (4090 m). Bedeutend als Referenzberg ist auch der Gjamysch (3724 m). Er ist mit Firn bedeckt, hat aber keine Gletscher.

## Innereurasische Grenze
In der Antike galt der Kaukasus zeitweise als Grenze zwischen Europa und Asien. Seit 1735 wurde gemäß Philipp Johann von Strahlenberg, im Russischen Reich, später dann in der UdSSR, die etwa 300 km nördlich des Großen Kaukasus gelegene Kuma-Manytsch-Niederung als Grenze zwischen den Erdteilen betrachtet. Diese Darstellung wird auch international überwiegend akzeptiert. Da das Kaspische Meer seit dem Quartär bis vor etwa 10.000 Jahren (Chwalynsker Transgression) mit dem Schwarzen Meer verbunden war, bildet der ehemalige Wasserweg eine logische Verlängerung der durch Asowsches Meer – Schwarzes Meer – Bosporus – Marmarameer und Dardanellen gebildeten Abgrenzung zwischen Europa und Asien. In der Großen Sowjetischen Enzyklopädie war bis zur letzten Auflage noch die Kontinentgrenze nach Strahlenberg eingetragen. Heute wird auch in Russland der Kaukasuskamm als Kontinentgrenze angesehen.

## Geologie

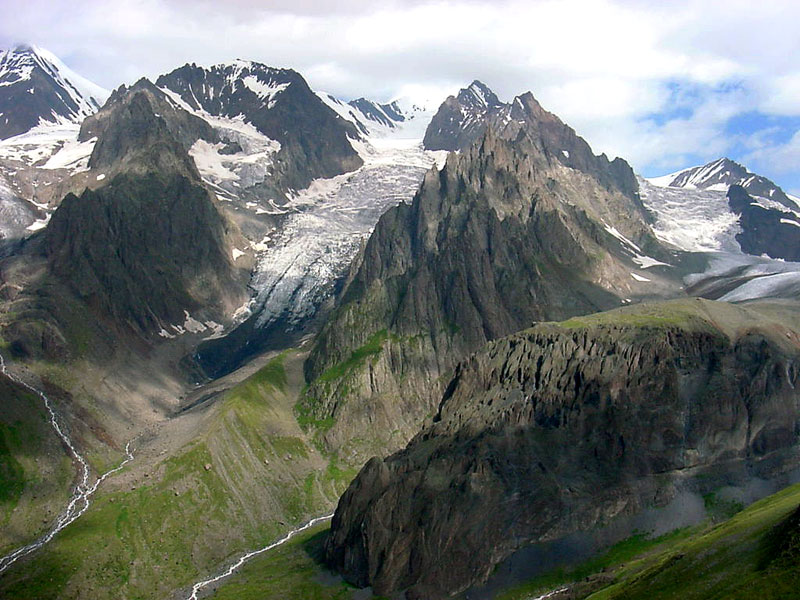
Gebirgsketten des Großen Kaukasus

Der Kaukasus ist ein Faltengebirge mit einigen Vulkankegeln, das wie die Alpen im Tertiär aufgefaltet wurde. Es besteht u. a. aus Graniten und Gneisen und enthält Erdöl- und Erdgaslagerstätten, deren Reserven auf bis zu 200 Milliarden Barrel Erdöl geschätzt werden. (Zum Vergleich: Für Saudi-Arabien – das Land mit den weltweit größten Erdölvorkommen – werden 260 Milliarden Barrel geschätzt.) Die Lagerstätten werden in der Region um Maikop, um Grosny, um Baku und in jüngerer Zeit auch unter dem Kaspischen Meer abgebaut.
Geophysikalisch bildet der Kaukasus eine breite Zone der Verformung, die ein Teil des alpidischen Gebirgsgürtels, des Kollisionsgürtels der Kontinentalplatten von den Alpen bis zum Himalaya ist. Die Tektonik des Gebiets wird von einer Verschiebung der arabischen Platte um etwa 2,5 Zentimeter pro Jahr nach Norden gegen die Eurasische Platte bestimmt.
Ende des 20. Jahrhunderts ereigneten sich im Kaukasus deshalb verschiedene große Erdbeben mit Magnituden von 6,5 bis 7, die katastrophale Konsequenzen für die Bevölkerung und die Wirtschaft in der Region hatten. Beim Erdbeben von Spitak, Armenien, am 7. Dezember 1988 starben mehr als 25.000 Menschen, rund 20.000 wurden verletzt und etwa 515.000 wurden obdachlos.

## Klima und Vegetation

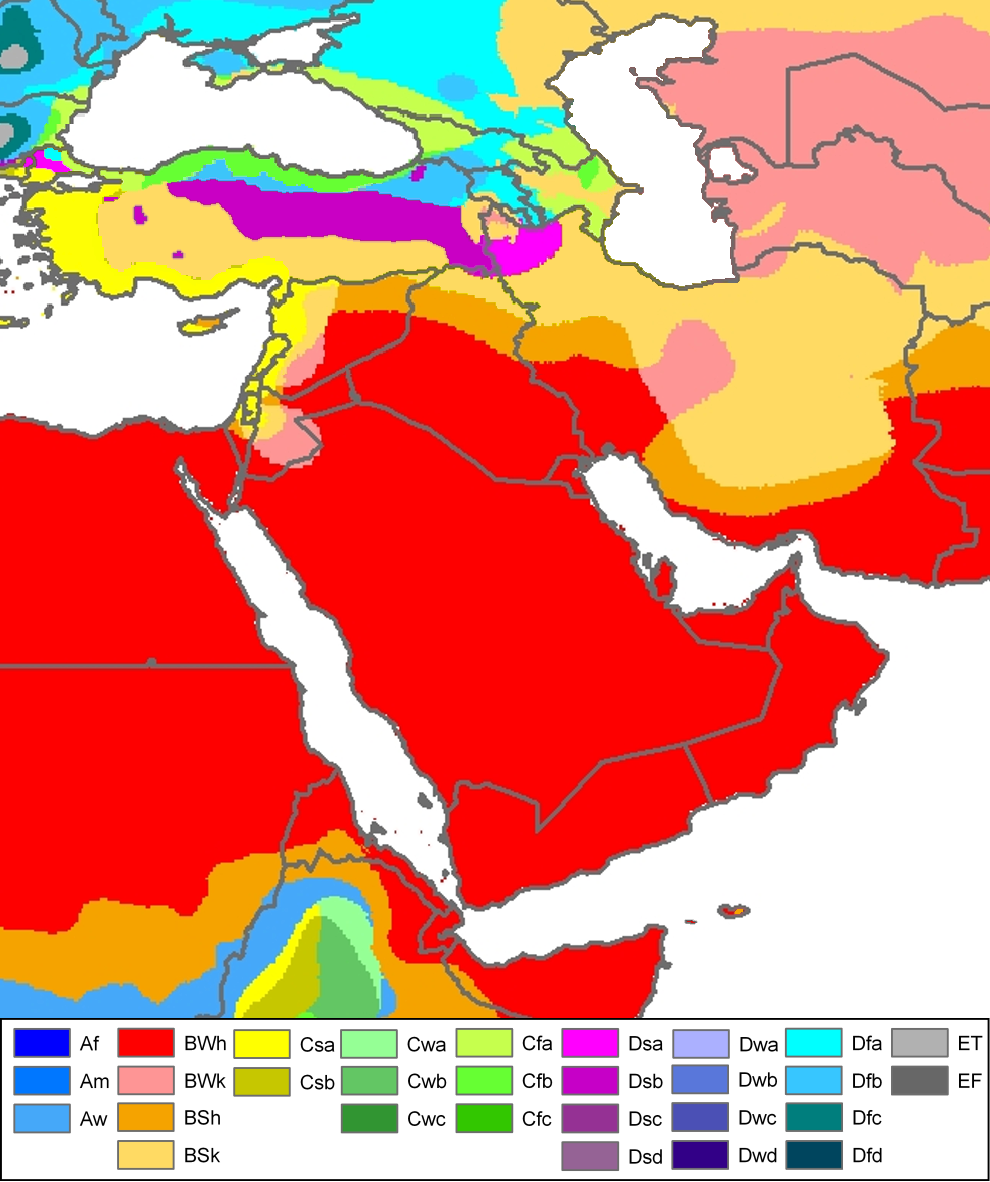
Ausschnitt der globalen Klimate für Westasien und Kaukasien nach der Köppen-Geiger-Klassifikation

Vergleichbar mit den Alpen liegt der Kaukasus im Übergang zwischen der kühlgemäßigten und der subtropischen Klimazone. Aufgrund der Grenzlage zwischen dem subtropisch-humiden (feuchten) Klima um das Schwarze Meer bis zum südlichen Kaspischen Meer, dem eher gemäßigt-ariden (trockenen) Steppen- und Wüstenklima Mittelasiens und dem gemäßigt-kontinentalen (winterkalten) Klima der nördlichen Vorgebirge sowie der vielen kleinräumigen Gebirgsklimate der Höhenstufen begegnen sich im Kaukasus sehr viele Klimatypen auf relativ engem Raum.
Der Gebirgskamm des Großen Kaukasus wird häufig als Grenze zwischen der gemäßigten und der subtropischen Klimazone festgelegt. Das gemäßigt-kontinentale Klima setzt sich über Ostgeorgien ins Armenische Hochland und die Osttürkei fort. Im Kaukasus werden fünf regionale klimatische Grundtypen unterschieden:
1. ein panhumides (ganzjährig feuchtes) subtropisches Klima,
2. ein gemäßigt-feuchtes,
3. ein gemäßigt-kontinentales semihumides oder semiarides (die Mehrheit des Jahres feuchtes bzw. trockenes) Klima,
4. ein eher kontinental-trockenes kälteres Klima und
5. ein kontinentales, eher heißes und sehr arides Klima.

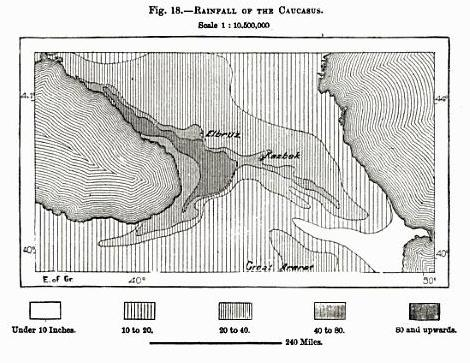
Skizze der Niederschlagsmengen im Kaukasus von Élisée Reclus (englisch, Mengenangaben des Niederschlags in Zoll)

Die panhumide Klimazone ist für den Westen des Großen und Kleinen Kaukasus von der Schwarzmeerküste Russlands über Westgeorgien bis zur Nordostküste der Türkei charakteristisch. Der Jahresniederschlag liegt hier über 2000 Millimeter. Diesem Klima entspricht die Vegetation sehr grüner und dichter subtropischer Feuchtwälder. Die Verdunstungswolken des feuchten Klimas werden ganzjährig vom kalten Hochlandklima angezogen, wo sie kondensieren und vorwiegend an den Gebirgsrändern abregnen. Dadurch sind fast alle Gebirgsränder im Norden des Kleinen Kaukasus, des Pontischen Gebirges, des Talysch-Gebirges, des Elburs-Gebirges und rund um den Großen Kaukasus sehr grün und waren ursprünglich dicht bewaldet. Im Zentralkaukasus, Teilen des Ostkaukasus, im nördlichen und östlichen Teil des Kleinen Kaukasus und in höheren Lagen oberhalb des subtropisch-panhumiden Gebietes herrscht ein gemäßigt-feuchtes Klima vor. Zu diesem Klima gehört die Zone der gemäßigten Mischwälder, die oberhalb in Nadelwälder und über der Baumgrenze in Hochalmen und Gletscher übergeht. Dagegen sind der innere Teil des Südkaukasischen Hochlandes (Armenien) und einige Regionen des Ostkaukasus (Teile des Berglandes von Dagestan) und das nordöstliche Steppenvorland von einem verhältnismäßig kontinentalen und trockenen Klima geprägt. Die jährlichen Niederschlagsmengen liegen hier bei 500 bis 600 Millimeter. In den sehr ariden heißen Steppen, Halbwüsten und Wüsten Inner-Aserbaidschans und des Arastals liegen sie noch darunter bei 200 bis 400 Millimetern.
Die Schneegrenze schwankt im Kaukasus zwischen 3000 und 3800 Höhenmetern. Am niedrigsten ist sie im Westen, wo sie ungefähr der Schneegrenze der Alpen entspricht. Die größte Höhe erreicht sie im Kleinen Kaukasus. Der Niederschlag führt im Winter dazu, dass viele Gebirgstäler über Monate nicht zu erreichen sind. Durch klimatische Wechselwirkung reicht der schneereiche Gebirgswinter manchmal bis in die subtropische Zone.
Im ursprünglich steppenartigen nördlichen Vorland des Großen Kaukasus reicht das Klima vom semihumiden Kontinentalklima im Westen über das semiaride bis zum ariden Kontinentalklima im Osten. Die ersten beiden Zonen wurden aber durch Bewässerungen in den letzten 200 Jahren allmählich zu Ackerland umgewandelt, das durch Schwarzerdeböden sehr ertragreich ist. Die Steppe ist nur noch im Osten erhalten. Zwischen Großem und Kleinem Kaukasus reichen Klima und Vegetation vom subtropischen Westgeorgien über das gemäßigt-feuchte Zentralgeorgien und das semiaride Hochland von Kachetien in Ostgeorgien mit eher offenen Landschaften bis zum eher heißen und ariden Klima der Steppen, Halbwüsten und Wüsten Inner-Aserbaidschans. Im Südosten Aserbaidschans beginnt aber wieder die subtropisch-feuchte Zone des Hyrcanischen Waldes, die sich in Richtung Nordküste des Iran fortsetzt. Im Kleinen Kaukasus reichen Klima und Vegetation über abwechslungsreiche Zonen humiden oder semihumiden Klimas, bis es nach Südosten in das eher aride gemäßigt-kontinentale oder kalt-kontinentale Hochlandklima übergeht. Zu dieser Zone, die auch in Teilen Dagestans auftritt, gehören eher steinige und kahle Landschaften mit wenig Vegetation. Die Klima- und Vegetationszonen sind auch sehr gut auf dem Satellitenbild oben zu sehen.

## Fauna
Der Kaukasus beherbergt eine reichhaltige Tierwelt. Zu den großen Säugetieren zählen Kaukasusmarale (eine Unterart des Rothirsches), Wildschweine, Gämsen und zwei endemische Steinbock-Arten. Ebenfalls wild heimisch sind noch Bär, Wolf, Schakal und Luchs. Extrem selten ist der Kaukasische Leopard (Panthera pardus ciscaucasica), der erst 2003 wiederentdeckt wurde; im Nordkaukasus gibt es inzwischen Schutzprogramme. In historischer Zeit lebten hier auch Asiatische Löwen und Kaspische Tiger, diese wurden jedoch nach dem Mittelalter ausgerottet. Der letzte Kaspische Tiger wurde 1922 nahe Tiflis geschossen. Eine Art der europäischen Wisente, der Kaukasus-Wisent, starb 1927 aus. Wiedereingeführte Tiere, bei denen es sich allerdings um Hybriden eines Kaukasus-Wisents mit zahlreichen Flachlandwisenten und einigen wenigen amerikanischen Bisons handelt, leben im Kaukasus-Naturreservat im nordwestlichen Kaukasus (siehe Hochlandlinie). In anderen Reservaten leben auch gekreuzte Flachland-Kaukasus-Wisente ohne eingekreuzte Bisons. Das letzte Exemplar des Kaukasus-Elches wurde um 1810 getötet.
Neben den beiden erwähnten Steinböcken gibt es noch weitere Säugetiere, die weitgehend oder vollständig auf diesen Gebirgskomplex beschränkt sind: Kaukasischer Maulwurf, Kolchisspitzmaus, Kaukasusspitzmaus, Kaukasische Zwergspitzmaus, Kaukasische Bachspitzmaus, Kaukasusmaus, Kaukasuskleinwühlmaus, Kaukasusziesel, Armenische-, Kasbek-, Westkaukasische- und Nordkaukasische Buschmaus. Die Mehrzahl dieser Arten ist sehr heimlich und unscheinbar. Abgesehen von den Buschmäusen haben sie alle nahe Verwandte in Europa und Asien, von denen sie nur schwer zu unterscheiden sind. Eine ebenfalls kaum je sichtbare endemische Art ist die weitgehend unterirdisch lebende, sehr eigentümliche Prometheus-Maus. Sie ist mit den Schermäusen verwandt, bildet aber eine eigene Gattung. Das recht auffällige Kaukasische Eichhörnchen hat, entgegen seinem Namen, ein wesentlich weiteres Verbreitungsgebiet, das auch den größten Teil der Türkei, die Levante und den nördlichen Irak und Iran umfasst.
Die beiden endemischen Vogelarten dieses Gebirges sind das Kaukasus-Birkhuhn und das Kaukasuskönigshuhn, wobei letzteres nur in den Hochlagen des Großen Kaukasus vorkommt. Im Kleinen Kaukasus und Talysch-Gebirge ist dagegen das auch noch weiter südlich verbreitete Kaspikönigshuhn vertreten. Ob es berechtigt ist, die Bergzilpzalpe dieser Region als eigene Art einzustufen, ist noch unklar. Zu den typischen Gebirgsvogelarten, die in Europa recht weit verbreitet sind, gehören unter anderem Alpendohle, Alpenkrähe, Schneesperling, Ringdrossel, Steinrötel, Alpenbraunelle, Alpensegler, Bergpieper und Mauerläufer. Besonders bemerkenswert sind Berggimpel und Riesenrotschwanz, die in den Gebirgen des zentralen und südlichen Asiens vorkommen und im Großen Kaukasus ihr weit entferntes westlichstes Brutvorkommen haben. Weitere hier bodenständige Vogelarten mit recht beschränkten und ungewöhnlichen Verbreitungsgebieten sind unter anderem Wacholderlaubsänger, Berghänfling und Rotstirngirlitz. Zu den großen Greifvögeln dieses Berglandes gehören Bart-, Gänse-, Schmutz- und Mönchsgeier, Stein-, Schrei-, Zwerg- und Schlangenadler.
Der Kaukasus ist sehr artenreich an wirbellosen Tieren, beispielsweise sind hier bisher rund 1000 Spinnenarten nachgewiesen.

## Flora
Die unterschiedlichen physisch-geographischen und klimatischen Verhältnisse sowie die ausgeprägte Gliederung des Reliefs führt zu einem Reichtum an ökologischen Nischen. Im Bereich der oberen Waldgrenze findet man gewöhnliche Gebirgswiesenböden, Moorböden sowie Steppenlandschaften mit Schwarzerdeböden. Im Kaukasus sind 6350 Blütenpflanzen-Arten heimisch, davon sind 1600 endemische Arten. Die endemischen Baum- und Straucharten sind in der Regel Tertiärrelikte eines feuchteren und wärmeren Klimas. 17 Gattungen von Gebirgspflanzen sind nur hier vertreten:
Gattungen, die im Kaukasus endemisch sind:
- Doldenblütler (Apiaceae): Agasylis, Chymsidia, Mandenovia, Symphyoloma
- Korbblütler (Asteraceae): Abowiodoxa, Cladochaeta, Grossheimia, Kemulariella
- Nelkengewächse (Caryophyllaceae): Charesia, Petrocoma
- Glockenblumengewächse (Campanulaceae): Gadellia
- Braunwurzgewächse (Scrophulariaceae): Paederotella
- Baldriangewächse (Valerianaceae): Pseudobetckea
- Kreuzblütengewächse (Brassicaceae): Pseudovesicaria, Sobolewskia
- Raublattgewächse (Boraginaceae): Trigonocaryum
- Rosengewächse (Rosaceae): Woronowia

Der Riesen-Bärenklau, der in Europa als Neophyt der invasiven Art gilt, stammt aus dieser Region. Er wurde 1890 als Zierpflanze nach Europa importiert. Weitere bekannte Gartenpflanzen, die ganz oder vorwiegend aus dem West-Kaukasus stammen, sind unter anderem die Großblütige Betonie, die Krim-Lilie und die Krim-Pfingstrose.
Nur im Pontischen Gebirge und im Kaukasus endemisch sind die Kaukasus-Fichte und die als Weihnachtsbaum beliebte Nordmann-Tanne, deren Samen bis heute fast ausschließlich aus der Region Ratscha-Letschchumi und Niederswanetien in Georgien importiert werden.
Die Biodiversität des Kaukasus schwindet mit alarmierender Beschleunigung. Die Gebirgsregion ist aus Sicht des Naturschutzes eine der 25 gefährdetsten der Erde.

## Bevölkerung

Ethnolinguistische Gruppen im Kaukasus

Im Kaukasus leben etwa 50 Völker, die als Kaukasusvölker bezeichnet werden, jedoch sehr unterschiedlichen Sprachfamilien angehören (kaukasische, indogermanische sowie altaische Sprachen). Ethnografisch und sprachwissenschaftlich zählt die Kaukasusregion aufgrund ihrer hohen Diversität auf relativ kleinem Raum zu den interessantesten Gebieten der Welt und wird daher als spezielles Kulturareal abgegrenzt. Viele der Siedlungsgebiete der verschiedenen Sprachgruppen sind nicht scharf voneinander getrennt, was z. T. Ursache von Spannungen und kriegerischen Konflikten ist (z. B. Bergkarabach). Das Bild hat sich vor allem im 20. Jahrhundert erheblich gewandelt (Völkermord an den Armeniern unter osmanischer Herrschaft, Deportationen von Tschetschenen, Inguschen, Karatschaiern, Balkaren, Mescheten und anderen Ethnien in der Zeit des Stalinismus). Die Bewohner sind zum Teil Muslime, zum Teil Christen (russisch-, georgisch- oder armenisch-orthodox). Die armenische und die georgische Kirche zählen zu den ältesten christlichen Kirchen der Welt. Beide Kirchen haben eine entscheidende Rolle als Träger und Bewahrer der nationalen Identität der beiden Völker unter jahrhundertelanger Fremdherrschaft (unter den Osmanen, Persern, Russen) gehabt.

## Geschichte
Die Vorgeschichte des Kaukasus reicht bis in das Paläolithikum. Um etwa 4000 v. Chr. entstand im nördlichen Kaukasus die Maikop-Kultur. Sie beeinflusste die kulturelle Entwicklung des gesamten Nordkaukasus und von Teilen Südrusslands. In Transkaukasien findet sich in dieser Zeit die Kura-Araxes-Kultur. Archäologische Ausgrabungen, insbesondere die Funde von Hunderten von Dolmen (Großsteingräber) im nordwestlichen Kaukasus, zeugen von einer Jahrtausende alten Kultur, die man jedoch keiner historischen Bevölkerungsgruppe zuweisen kann.
In der späten Bronzezeit war im nördlichen Kaukasus die Koban-Kultur verbreitet, die von E. I. Krupnov und V. I. Kozenkova in drei Stufen unterteilt wird. Charakteristische Funde für deren Phase I lieferten die Gräberfelder von Tli, Styrfaz und Verchnjaja Rutcha (Gräber 10 und 16). Die Phase II der Koban-Kultur beginnt um 1200 v. Chr. und zeigt eine deutliche Ausdehnung des Verbreitungsgebiets. Die Phase III oder klassische Kobankultur wird gewöhnlich zwischen 850 und 650 v. Chr. datiert. Sie entspricht der Černogorovka-Kultur im östlichen Schwarzmeergebiet, die manchmal auch in die Kulturen von Černoles, Žabotin und Bondocharicha unterteilt wird. Südlich des Kaukasus findet sich die Kolchis-Kultur. Die frühe Eisenzeit wird durch die Novočerkassk-Kultur geprägt, die von dem russischen Forscher A. A. Iessen 1953 definiert wurde, gefolgt von skythischen Fundkomplexen der späten Eisenzeit (Koban IV oder skythische Phase der Kobankultur). Es wurde versucht, die Novočerkassk-Kultur mit den historischen Kimmerern gleichzusetzen (Terenoškin), dies erweist sich jedoch als zunehmend problematisch. Inzwischen wird auch die Einheitlichkeit der Kobankultur zunehmend angezweifelt.

### Spätantike bis zum Osmanischen Reich
Das Gebiet war immer wieder Schauplatz ethnischer Auseinandersetzungen und Spielball der Großmächte. In der Spätantike war der Kaukasus ein Sperrgürtel Ostroms und Persiens gegen die Steppenvölker; in Verträgen wurde vereinbart, dass Rom Gelder an Persien zahlen sollte, wofür die Perser die Kaukasuspässe gegen Völker wie die Hunnen sperren sollten. Ende des 7. Jahrhunderts wurden einige südliche Gebiete von den Arabern erobert, weite Teile des Kaukasus blieben aber von Christen besiedelt. Es kam in der Folgezeit immer wieder zu Kämpfen zwischen Arabern bzw. Türken und Byzanz.
Als langlebigste zumeist auch politisch eigenständige Bevölkerungsgruppe, die bereits im Altertum im Südkaukasus und südwestlich davon nachgewiesen ist, gelten die Armenier, die im 6. Jahrhundert v. Chr. in persischen, babylonischen und griechischen Quellen erstmals Erwähnung finden und bis ins Mittelalter in mehreren längeren Phasen Staaten südlich des Kaukasus bildeten (siehe Großarmenien). Das Zentrum ihres Siedlungsraums lag lange Zeit in Anatolien und reichte vom Mittelmeer bis an den Kaukasus. Von 978 n. Chr. bis etwa 1403 n. Chr. bestand das Königreich Georgien, das sich in verschiedene teils christliche, teils muslimische Herrschaftsgebiete teilte.
Anfang des 16. Jahrhunderts eroberten die Osmanen den Kaukasus. Im 19. Jahrhundert gelang es dem Russischen Reich in einem über sechzigjährigen Krieg gegen die Bergbewohner, den nördlichen Kaukasus zu erobern. Bekannt ist der langjährige Widerstand im östlichen Nordkaukasus unter Führung des Imam Schamil und der Tscherkessen im westlichen über den Kaukasuskrieg (1817–1864).

### Eroberung durch Russland
Um 1770 expandierte Russland in das Gebiet des Kaukasus. Der 1768 entbrannte 5. Russische Türkenkrieg brachte das Russische Reich durch den Frieden von Küçük Kaynarca (21. Juli 1774) in den Besitz der Linie zwischen Kuban und Terek. 1785 wurde aus den Gebieten Jekaterinograd, Mosdok, Alexandrow und Stawropol die kaukasische Statthalterschaft gebildet. Während der unter persischer Oberhoheit stehende christlich-georgische König Erekle II. bereits 1783 russischer Vasall geworden war, fiel nach dem Tod des Nachfolgers Giorgi XII. Georgien an Russland und wurde 1801 ein russisches Gouvernement. 1802 erwarb Russland Ossetien, 1803 Lesgien und in den anschließenden Kämpfen mit den Persern (1804 bis 1813) verloren diese im Frieden von Gulistan (24. Oktober 1813) den größten Teil ihrer kaukasischen Besitzungen. Die Khanate Gəncə (später Kreis Jelissawetpol), Schirwan (Schemacha), Talisch und Karabach (Schuscha). 1804 waren bereits das Fürstentum Mingrelien und 1810 das Königreich Imeretien unter russische Herrschaft gefallen.
Fast das gesamte Transkaukasien war nun russisches Gebiet geworden, noch nicht unterworfen waren jedoch die „Gorzen“, die das Gebirge bewohnenden Bergvölker (russ. Gorzy, dt.: „Bergbewohner“), mit denen der Kampf erst 1816 unter dem russischen General und Gouverneur Alexei Jermolow aufgenommen wurde. Dabei kam es den Russen darauf an, die Bergvölker abzuschließen. Deshalb legte man zwischen dem Kaspischen Meer und dem Schwarzen Meer eine Reihe von Kosaken bevölkerter Siedlungen an, die befestigt wurden. Die so genannte Tschernomorsche Linie (Schwarzmeer-Linie) verlief vom Schwarzen Meer zum Kuban und diesen entlang bis zur Labamündung. Die Kaukasische Linie zog sich von der Mündung der Laba über die Malka bis zum Terek und diesen abwärts bis Kisljar. 1817 wurden hier die Befestigungen Grosnaja, 1819 Wnesapnaja (beim Dorf Endirei bei Chassawjurt in Dagestan) und 1820 Burnaja (beim heutigen Machatschkala) errichtet. In der Folge besetzten die Russen das Gebiet der Schamchale und die Khanate Kurin und Kasikumuch, die Große Kabarda (inzwischen Teile Kabardino-Balkariens und nordöstlich davon) und die Kleine Kabarda (inzwischen Teile des Gebietes von Nordossetien bis Tschetschenien), Akuscha und verwüsteten Tschetschenien. Bis dahin bestand nur eine Verbindung zwischen Nord- und Transkaukasien über die Georgische Heerstraße, die mitten über das Gebiet führte. Damit erreichte man eine Teilung der Bergvölker.
1826 nahm Persien den Kampf um seine alten kaukasischen Besitzungen wieder auf, jedoch vergebens, denn es musste im Frieden von Turkmantschai (22. Februar 1828) die Khanate Eriwan und Nachitschewan an Russland abtreten. Nach dem Russisch-Türkischen Krieg 1828–1829 erwarb Russland im Frieden von Adrianopel (14. September 1829) den Kreis Achalziche, außerdem die Festungen an der Ostküste des Schwarzen Meeres zwischen Anapa und Poti.
Mit Mulla Mohammed entstand den Russen in dieser Zeit ein neuer Gegner. Er predigte die Lehre des Muridismus, zu dessen Anführer 1835 Imam Schamil gemacht wurde. Die Russen begannen erst 1839 ernsthaft gegen die Bergvölker vorzugehen. Sie formierten drei Armeen unter den Generalleutnants Rajewski, Golowin und Grabbe. Diese sollte von Wnesapnaja aus gegen den Norden Dagestans vorgehen, wo sich Schamil festgesetzt hatte. Am 5. Juni traf man auf Schamil, der etwa 5000 Streiter um sich versammelt hatte und schlug ihn bei dem Aul Burtunai. Schamil ging daraufhin nach Arghuan und stellte sich hier mit 6000 Lesgiern den Russen entgegen. Trotz der fast unzugänglichen Lage des Dorfes erstürmten die Russen diese Festung am 13. Juni. Schamil setzte sich nach seiner Felsenfestung Achulgo am Koi-su ab. Erst am 3. September konnten die Russen auch diese Festung erstürmen. Schamil entkam und flüchtete nach Wedeno, doch war damit der Muridismus noch nicht niedergeschlagen. Grabbe hatte seine Truppen nach Temir-Chan-Schura und Wnesapnaja zurückgeführt. Schon nach kurzer Zeit erhoben sich Bergvölker erneut, so dass die Russen mehrere Jahre über keine dauerhaften Erfolge erreichen konnten. 1843 eroberte Schamil Awarien und das Land am Koi-su nebst neun russischen Forts, so dass den Russen in Dagestan nur Nisowoje und Temir-Chan-Schura verblieben. Das kaukasische Korps erhielt 1844 durch Zuweisung des gesamten V. Armeekorps einen Zuwachs von 40.000 Mann. Dennoch verlor Fürst Woronzow 1844 mehrere feste Plätze an die Muriden und konnte den Sitz Schamils, die Feste Dargo, nicht einnehmen.

### Krimkrieg
Im Krimkrieg (1853 bis 1856) kam es zu Kampfhandlungen auf dem kaukasischen Kriegsschauplatz zwischen Russland und dem Osmanischen Reich. Für die Verteidigung des armenischen Hochlandes hatten die Osmanen die Armeekorps von Kleinasien, Mesopotamien und einen Teil des Korps von Syrien im Grenzgebiet konzentriert. Am 26. November 1853 schlug General Iwane Andronikaschwili mit 10.000 Mann das türkische Hauptkorps bei Suplis in die Flucht. General Bebutow siegte an der Spitze eines Korps der kaukasischen Armee am 1. Dezember 1853 bei Kadiklar über Abdi Pascha, wodurch die beabsichtigte Invasion der Türken in das russische Armenien vereitelt wurde. Der türkische Befehlshaber in Ostanatolien, Abdi Pascha, wurde daraufhin abgesetzt und vor ein Militärgericht gestellt. Sein Nachfolger wurde Achmet Pascha. Am 16. Juni 1854 war Andronikow gegen 30.000 Türken bei Osurgeti erneut erfolgreich und konnte Mingrelien für Russland sichern. Im Juli 1854 drang der russische General Wrangel ins türkische Armenien ein. Am 29. Juli schlug er eine türkische Division bei Doğubeyazıt. Der türkische Befehlshaber Zarif Mustapha Pascha griff im August mit mehr als 40.000 Mann die Russen an. Bei Kurukdere stieß er am 5. August 1854 auf Fürst Bebutow. In einer fünfstündigen Schlacht konnten die Russen die türkische Armee zwar schlagen, waren aber aufgrund ihrer eigenen hohen Verluste nicht in der Lage den Sieg auszunutzen und die wichtige Festung Kars einzunehmen. 1855 wurde General Nikolai Murawjow zum Oberbefehlshaber der kaukasischen Armee ernannt. Dieser marschierte im Juni 1855 im osmanischen Teil Armeniens ein und wurde dort von der Bevölkerung freundlich begrüßt. Mit 40.000 Mann erreichte er Kars im Nordosten Anatoliens. Die 30.000 Verteidiger, unter dem britischen Offizier William Fenwick Williams, konnten den Angriff der Russen abwehren. Deshalb belagerte Murawjow die Festung von Anfang Juni bis Ende November 1855. Omar Pascha, der in den Donau-Fürstentümern zuvor so erfolgreich war, informierte daraufhin am 11. Juli die Alliierten, dass er seine Truppen von der Krim nach Kleinasien verlegen würde. Die Alliierten waren gegen diese Entscheidung und stimmten dem Plan erst im September zu. Omar Paschas Ablenkungsangriff auf Kutaissi wurde schließlich durch General Bebutow vereitelt. Am 29. November musste die osmanische Besatzung schließlich aufgrund der schlechten Versorgungslage kapitulieren und Murawjew konnte die Stadt einnehmen. Dieser Erfolg gestattete Russland, trotz des Verlustes von Sewastopol, moderate Friedensverhandlungen zu führen.

### Aufstände gegen Russlands Herrschaft

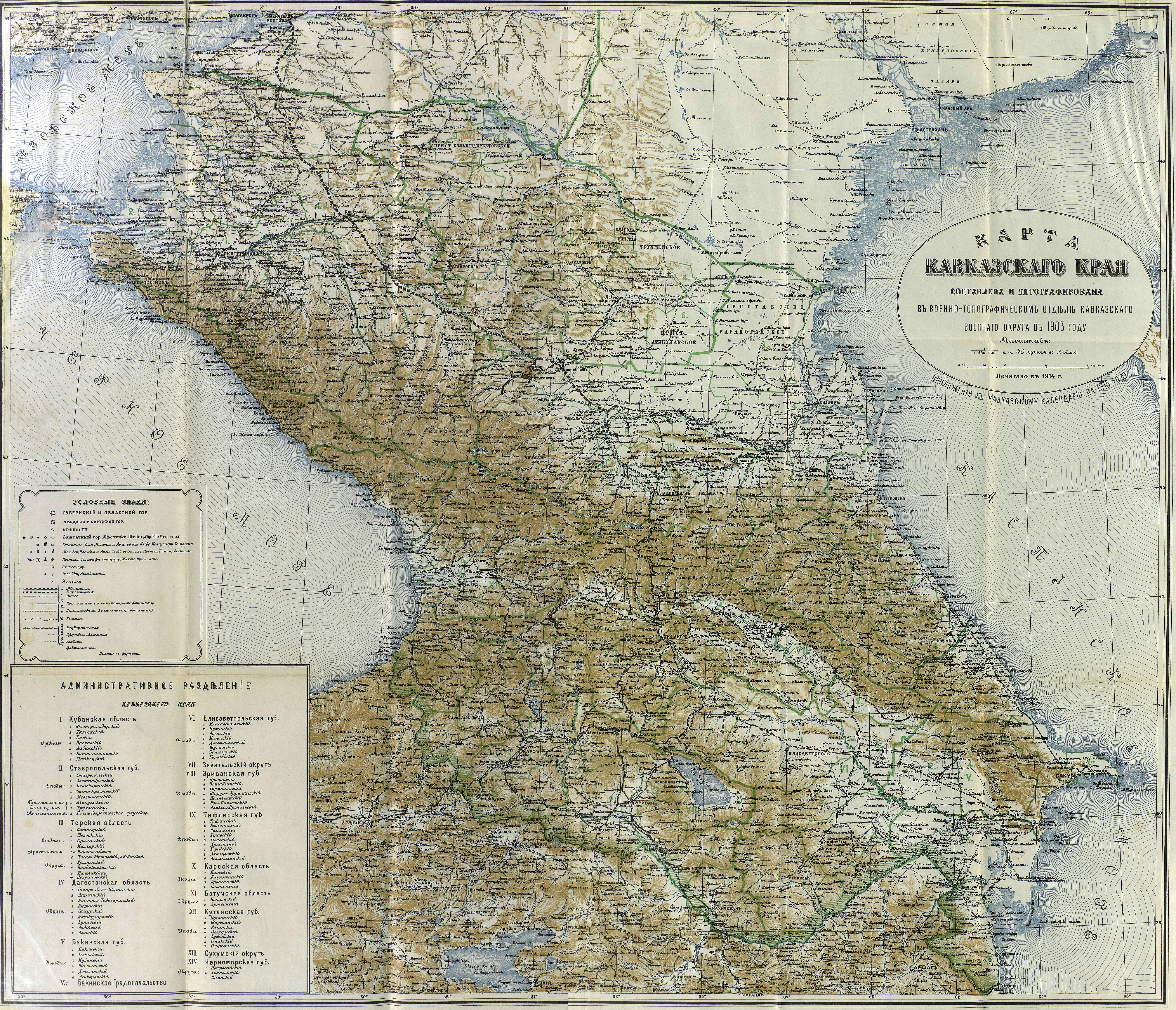
Russische Karte aus dem Jahr 1903 mit eingezeichneten Gouvernementsgrenzen

Nach Beendigung des Krimkriegs übernahm Fürst Alexander Barjatinski den Oberbefehl im Kaukasus. Im August 1856 wurden fünf Militärkommandos errichtet und die Hauptmacht der Russen kam in den östlichen Kaukasus. Von Süden und Osten her drangen russische Truppen unter General Nikolai Iwanowitsch Jewdokimow und Fürst Orbeliani ein, unterwarfen 1857 „Großtschetschenien“ (Bolschaja Tschetschnja) und Kachetien, nahmen 1858 den Pass Argun und erbauten dort, am Haupteingang des Gebirges, die Festung Argunskoje. Im Juni drangen drei russische Kolonnen weiter vor, während Schamil gegen Wladikawkas marschierte und den Aufstand in den Zentralkaukasus zu bringen versuchte. Doch wurde er von General Mischtschenko zurückgetrieben. General Jewdokimow eroberte währenddessen Warandi und Schatoi, woraufhin die Tschetschenen bis auf einen Stamm von Schamil abfielen. Anfang 1859 vereinigten sich drei russische Kolonnen unter Jewdokimow am Fluss Bass, erstürmten die feste Stellung bei Tausen und begannen am 29. März die Belagerung der von Schamils Sohn verteidigten Feste Wedeno, die am 13. April von General Jewdokimow im Sturm genommen wurde. Schamil war nun auf Dagestan beschränkt und stand in einer fast unangreifbaren Stellung am Fluss Koissu, wo er aber von Fürst Barjatinski geschlagen wurde. Die Hochebene bei Gunib war seine letzte Zufluchtsstätte, bevor er sich am 6. September ergab. Der Osten des Kaukasus war damit für die Russen gewonnen, man konnte sich nun nach Westen wenden. Die Operationen hier dauerten zwischen dem Frühjahr 1864 und 1865 und endeten mit der Unterwerfung der Tscherkessen.

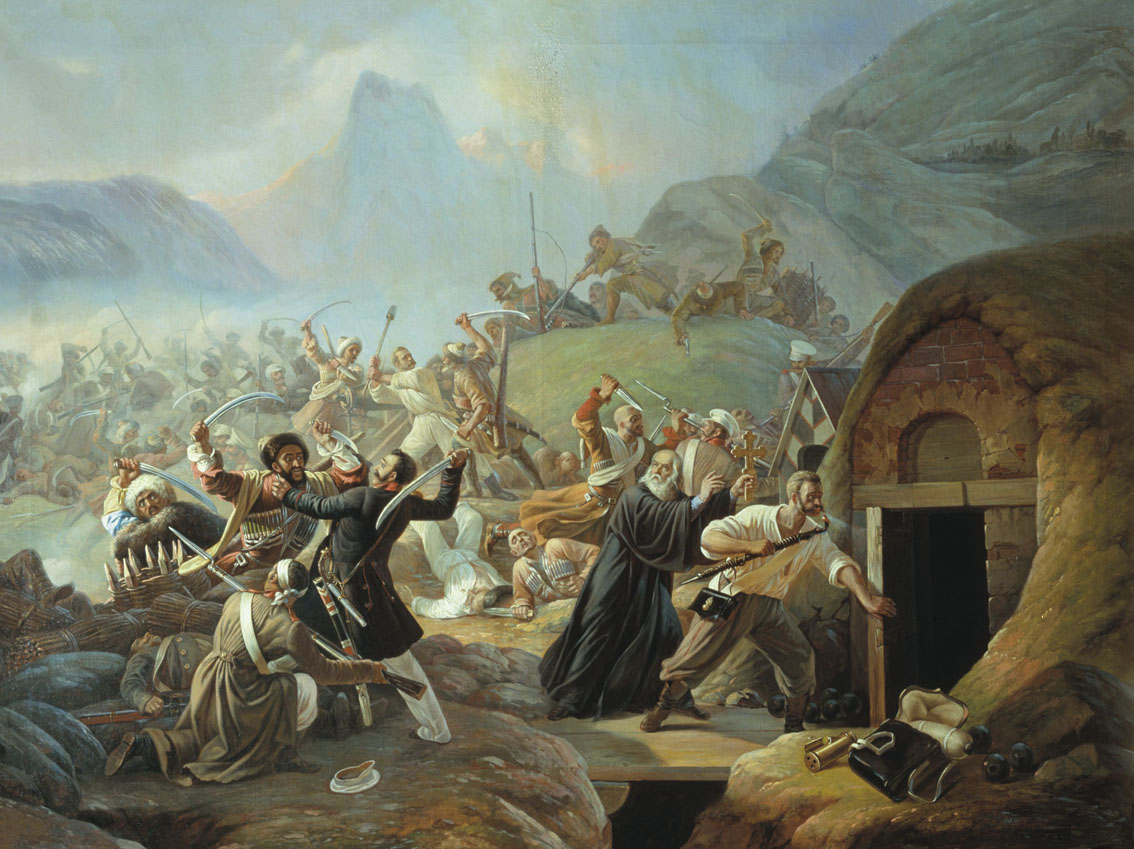
Tscherkessenangriff auf eine russische Militärfestung im Kaukasus, 1840

Im Russisch-Tscherkessischen Krieg (1763–1864), dem westlichen Kriegsschauplatz des Kaukasuskrieges im 19. Jahrhundert verfolgte Russland nach Einschätzung einer wachsenden Zahl Experten eine genozidale Strategie der systematischen Massaker an Zivilisten, die zum Völkermord an den Tscherkessen führte, bei dem bis zu eine Million Tscherkessen entweder getötet oder gewaltsam in das Osmanische Reich (insbesondere in die heutige Türkei) vertrieben wurden, wodurch die tscherkessische Diaspora entstand.
Auch wenn die Russen in der Folge ihre Herrschaft befestigten, so bedurfte es stets nur eines kleinen Anstoßes, um die alten Unabhängigkeitsbestrebungen der kaukasischen Völkerschaften wieder aufleben zu lassen. Einen solchen Anstoß bot der Russisch-Türkische Krieg 1877 bis 1878. Türkischen Aufwieglern war es ein Leichtes, Unruhen unter den Tschetschenen, in Abchasien und in Dagestan anzuzetteln. Nur durch die Besetzung der Pässe, die aus Abchasien zu den Siedlungen der Tschetschenen führten, gelang es den Russen, einen allgemeinen Aufstand der Bergvölker zu verhindern. Gegen die unter Taski Pascha eingedrungenen 14.000 Mann mussten die Russen Truppen aus dem Innern heranziehen. Am 27. Juni 1877 wurden die vereinigten Türken und Abchasen bei Aschanodschir geschlagen. Am 30. Juni nahmen die Russen den Hauptort der Aufständischen, das Dorf Assacho ein. Die Abchasen und Tschetschenen waren damit niedergeworfen, die flüchtigen Anführer zettelten aber neue Aufstände in Dagestan an, die erst nach Zersprengung einer Bande von 6.000 Mann und der Niederwerfung von 4.000 Mann am 30. September und 4. Oktober unterdrückt werden konnten. 1882 wurde das Generalgouvernement Kaukasien eingerichtet, das die Militärverwaltung in einen festen administrativen Rahmen einband.

### Nationalismus in der 2. Hälfte des 19. Jahrhunderts
Im Zuge der alten ethnischen und religiösen Konflikte gewann der Nationalismus in der Region zunehmend an Bedeutung. An den Peripherien des Zarenreiches, ebenso wie im Osmanischen Reich, kam es zu nationalistischen Bestrebungen. In den 1880er Jahren, und vor allem um die Jahrhundertwende, entstanden auch im Kaukasus mehrere politische Parteien und eine eigenständige Presse. So auch bei den Krimtataren.

### Unabhängigkeitsjahre 1917–1921
Gegen Ende des Ersten Weltkrieges 1917/1918 brachen in den Städten des gesamten Kaukasus Revolutionen aus. Das durch den Krieg geschwächte Zarenreich verlor die politische und militärische Kontrolle über die Region. Die ortsansässigen verschiedenen ethnischen Gruppen schlossen sich zu Nationen zusammen. So entstanden vier Staaten: die Nordkaukasische Bergrepublik, Georgien, Armenien und Aserbaidschan. Diese nahmen auch an der Friedenskonferenz von Versailles teil und errichteten diplomatische Vertretungen in Deutschland, Polen und der Türkei
Zwischen den 1850er Jahren und dem Ersten Weltkrieg kamen etwa eine Million nordkaukasische Muslime als Flüchtlinge in das Osmanische Reich. Nachdem während des Völkermords an den Armeniern die meisten Armenier Westarmeniens getötet oder deportiert worden waren, beabsichtigten die Türken, die armenische Bevölkerung Ostarmeniens auszulöschen. Während des Türkisch-Armenischer Krieges von 1920 tötete die türkische Armee schätzungsweise 60.000 bis 98.000 armenische Zivilisten.

### Kaukasus unter sowjetischer Herrschaft
Die kurze Unabhängigkeit der Nordkaukasier, Armenier, Georgier und Aserbaidschaner in der ersten Jahreshälfte 1918 beendete die sowjetische Okkupation Aserbaidschans im April 1920 sowie Armeniens im November. Georgien hatte zwar im Mai 1920 einen Friedensvertrag mit Moskau geschlossen, aber im Februar 1921 marschierte die Sowjetarmee auch in Tiflis ein. In dieser Zeit wurde der gesamte Kaukasus sowjetisiert. Trotz mehrerer Aufstände der Georgier wurde die Region in den folgenden Jahren nach einer anfänglichen Einwurzelungspolitik (Korenizacija) wie zu Zarenzeiten russifiziert und ausgebeutet.
In den 1940er Jahren wurden rund 480.000 Tschetschenen und Inguschen, 120.000 Karatschai-Balkaren und Mescheten, Tausende Kalmücken sowie 200.000 Kurden aus der Autonomen Sozialistischen Sowjetrepublik Nachitschewan und Kaukasusdeutsche vom sowjetischen Sicherheitsapparat in Massen nach Zentralasien und Sibirien deportiert. Etwa ein Viertel von ihnen starb
Im Zweiten Weltkrieg kämpften Kaukasier sowohl auf der deutschen als auch auf der sowjetischen Seite. Hunderttausende Armenier, Aserbaidschaner, Georgier, Dagestaner starben als Soldaten der Roten Armee. Die deutsche Wehrmacht stellte ihrerseits zahlreiche Bataillone aus Exilkaukasiern sowie den in deutsche Gefangenschaft geratenen Kaukasiern zusammen. Gleichzeitig wurden Angehörige zahlreicher nordkaukasischer Ethnien, vor allem Tschetschenen und Inguschen, ebenso wie die Wolgadeutschen zu dieser Zeit nach Sibirien und Zentralasien deportiert. Im Juli 1942 versuchte die Wehrmacht im Rahmen des Unternehmen Edelweiß (Kaukasus) den Kaukasus zu erobern, wurde aber bald wieder von der Sowjetarmee zurückgeschlagen.

### Poststalinistische Epoche
In der poststalinistischen Epoche installierten Eduard Schewardnadse (1928–2014), Heydar Aliyev (1923–2003) und Karen Demirtschjan (1932–1999) ein paternalistisches, korruptes Herrschaftssystem und sicherten sich nach dem Zerfall der Sowjetunion erneut die politische Macht in ihrer Republiken. In den 1970er Jahren entwickelte sich im Kaukasus eine starke Dissidentenbewegung. Ende der 1980er Jahre prägten ethnische Konflikte das Geschehen in der gesamten Region. Dies beschleunigte die Ablösung von der UdSSR bereits 1989/1990 sowie die Tschetschenienkriege in den 1990er Jahren.

## Berge

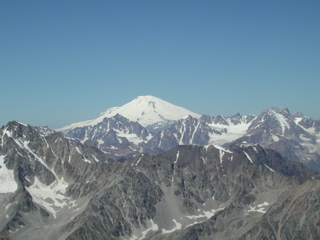
Der Elbrus von Osten

1. Elbrus (5642 m), höchster Berg Russlands (Ostgipfel in Kabardino-Balkarien, höherer Westgipfel auf der Grenze Kabardino-Balkariens zur russischen Teilrepublik Karatschai-Tscherkessien)
2. Dychtau (5203 m), Russland (Kabardino-Balkarien)
3. Schchara (5201 m), höchster Berg Georgiens (Swanetien)
4. Koschtan Tau (5150 m), Russland (Kabardino-Balkarien)
5. Pik Puschkin (5100 m), Russland (Kabardino-Balkarien)
6. Dschangi (5058 m), Russland (Kabardino-Balkarien) Teile des Südhangs in Georgien
7. Kasbek (5047 m), Georgien (Region Chewi), Westhang zum Teil in Russland (Nordossetien-Alanien)
8. Mischirgi (5025 m), Russland (Kabardino-Balkarien)
9. Katyn (4974 m), Russland (Kabardino-Balkarien)
10. Schota Rustaveli (4960 m), Georgien (Swanetien), Grenze zu Russland (Kabardino-Balkarien)
11. Kjukjurtlju, 4912 m, Russland, Dominanz-Referenzberg für den Mont Blanc
12. Borowikow (4888 m), Russland (Kabardino-Balkarien)
13. Gestola (4860 m), Georgien (Swanetien), Osthang in Russland (Kabardino-Balkarien)
14. Tetnuldi (4858 m), Georgien (Swanetien)
15. Uschba (4737 m), Georgien (Swanetien)
16. Uilpata (4638 m), Russland (Nordossetien-Alanien)
17. Tebulosmta (4493 m), Russland (Tschetschenien)
18. Bazardüzü (4466 m), höchster Berg Aserbaidschans, an der Grenze zu Russland (Dagestan)
19. Schachdagh (4243 m), Aserbaidschan
20. Schalbusdag (4142 m), Russland (Dagestan)
21. Aragaz (4090 m), höchster Berg Armeniens und höchster Berg des Kleinen Kaukasus
22. Dombai-Ulgen (4046 m), Russland (Karatschai-Tscherkessien), an der Grenze zu Georgien (Abchasien)

## Gewässer
Die Entwässerung des Kaukasusgebirges ist vorwiegend radial. Die folgenden größeren Flüsse entspringen im Kaukasus:
- Alasani
- Aras
- Enguri
- Kuban
- Kuma
- Kura
- Rioni
- Terek
- Sulak
- Samur

Der Sewansee ist einer der größten Seen in der Region.

## Staaten und Verwaltungseinheiten
- Armenien
- Aserbaidschan
  - Autonome Republik Nachitschewan
  - Bergkarabach
- Georgien

Politische Situation in der Kaukasus-Region

  - Autonome Republik Abchasien (de facto unabhängige Republik Abchasien)
  - Autonome Republik Adscharien
  - Südossetien (de facto unabhängige Republik)
- Russland
  - Föderationskreis Südrussland
    - Adygeja
    - Region Krasnodar

  - Föderationskreis Nordkaukasus
    - Dagestan
    - Inguschetien
    - Kabardino-Balkarien
    - Karatschai-Tscherkessien
    - Nordossetien-Alanien
    - Region Stawropol
    - Tschetschenien